# 풀헨시오 바티스타

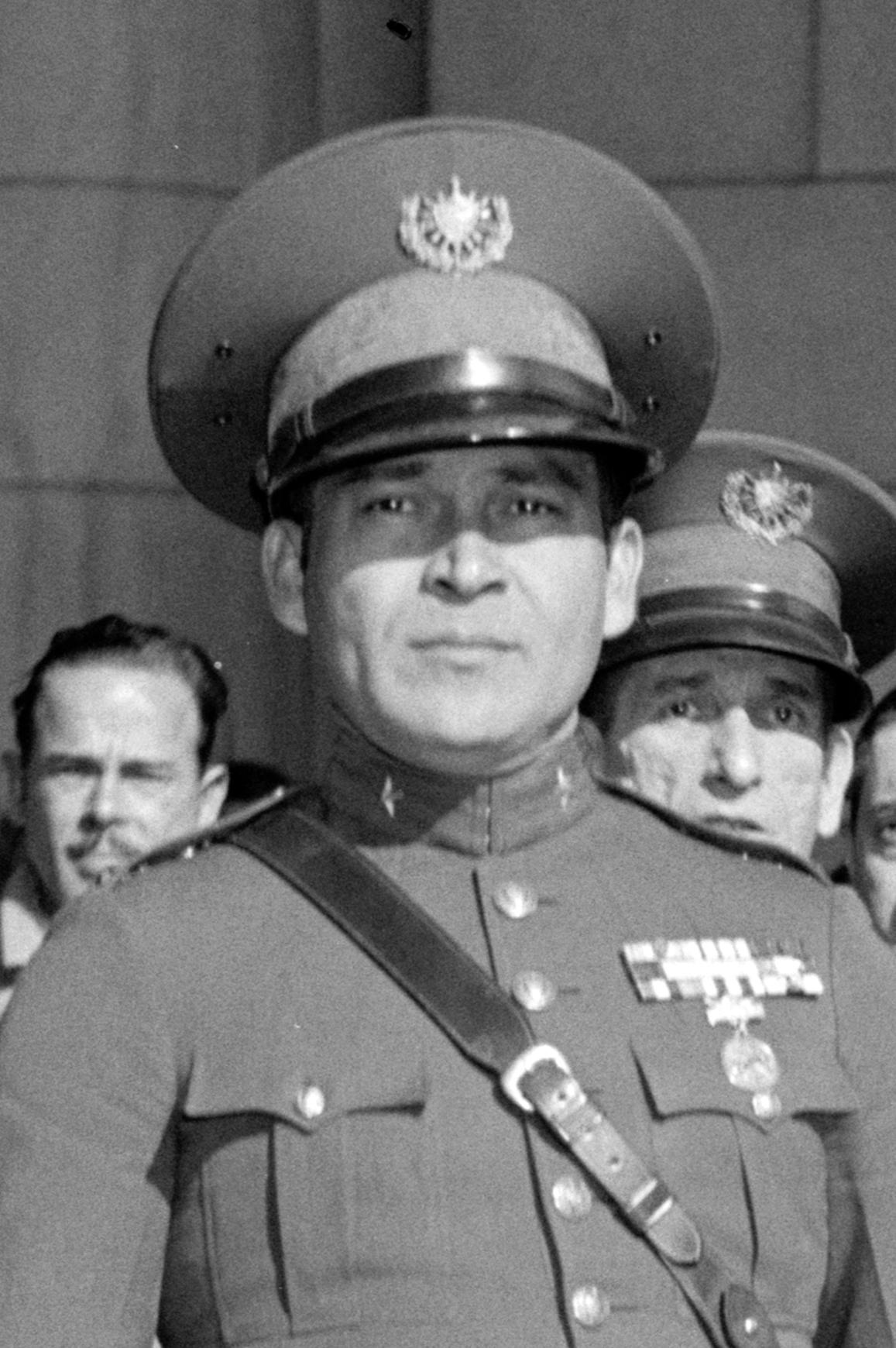
풀헨시오 바티스타(1938년)

풀헨시오 바티스타 이 살디바르(Fulgencio Batista y Zaldívar, 1901년 1월 16일 ~ 1973년 8월 6일)는 쿠바의 군인으로, 바티스타 이 살디바르라고도 불린다.
가난한 농부의 아들로 여러 직업을 하다가 1921년 입대했으며, 중사로 진급하면서 많은 추종자들을 모았다. 그 과정에서 쿠바군 노동조합 위원장으로 선출되었다. 1933년 9월 이름하여 '중사들의 반란'을 일으켜 헤라르도 마차도 이 모랄레스의 독재 정권을 붕괴시켰다. 그리고 이후에 수립된 임시정부 카를로스 마누엘 데 세르페데스의 임시 정부 역시 이 반란으로 무너졌다.
풀헨시오 바티스타가 고작 병졸(兵卒)에 불과한 중사 계급으로 쿠데타를 일으켜 성공한 이유는 쿠바군의 구조 때문이었는데 쿠데타를 일으키기 전의 풀헨시오 바티스타는 쿠바군 노동조합 위원장이었기 때문에 저렇게 낮은 계급으로도 군사반란에 성공할 수 있었던 것이다.
1940년 유색인종으로서는 최초로 쿠바의 대통령에 당선되어 능률적으로 나라를 다스리고 교육 제도를 확대하고 여러 경제 개발 정책을 펴 경제 성장을 촉진시켰으나 반대세력들을 탄압했다. 그래서 임기말이었던 1944년에는 반독재 운동이 끊이지 않았고 결국 1944년 대선에서 패배해 쿠바를 떠나 해외를 여행하고 미국 플로리다주에 쿠바에서 모은 막대한 양의 돈을 투자했다. 그러나 그가 권좌에서 물러나 있는 8년 동안에도 쿠바에서 부정부패가 제어돼지  않았고 공공사업이 파산 상태에 이르렀다.
1952년 3월 쿠데타를 일으켜 다시 정권을 장악하자 처음에는 많은 쿠바 국민들이 환영했으나 그의 독재성향은 변하지 않았다. 권력을 잡자마자 대학과 언론과 의회를 통제하고 헌법을 정지시키고 급성장한 경제에 막대한 돈을 착복했다. 그리고 피델 카스트로가 이끄는 반정부 단체와 전쟁을 치렀다.
1958년 가을에 공격을 시작한 피델 카스트로의 군대는 1958년 12월 30일 정부군을 완전히 무찌르고 쿠바 혁명으로 바티스타 정권을 붕괴시켰다. 결국 바티스타는 1959년 자신의 재산과 가족들과 함께 도미니카 공화국으로 망명했고 이후 포르투갈령 마데이라 제도로 망명했다가 포르투갈 리스본 근처 에스토릴로 거처를 옮기다가 1973년 72세를 일기로 스페인 마르베야에서 사망했다.

## 역대 선거 결과
| 선거명      | 직책명        | 대수 | 정당            | 득표율  | 득표수      | 결과 | 당락 |
| ----------- | ------------- | ---- | --------------- | ------- | ----------- | ---- | ---- |
| 1940년 선거 | 쿠바의 대통령 | 9대  | 쿠바 진보행동당 | 56.70%  | 805,125표   | 1위  |      |
| 1954년 선거 | 쿠바의 대통령 | 12대 | 쿠바 진보행동당 | 100.00% | 1,451,753표 | 1위  |      |

| 전임 페데리코 라레도 브루 | 제9대 쿠바 대통령 1940년 10월 10일 ~ 1944년 10월 10일 | 후임 라몬 그라우 |

| 전임 카를로스 프리오 소카라스 | 쿠바 대통령 권한대행 1952년 3월 10일 ~ 1954년 8월 14일 | 후임 (권한대행)안드레스 도밍고 델 카스티요 |

| 전임 오스카르 간스 | 제9대 쿠바의 총리 1952년 3월 10일 ~ 1952년 4월 3일 | 후임 (공석) 호르헤 가르시아 몬테스 |

| 전임 (권한대행)안드레스 도밍고 델 카스티요 | 제12대 쿠바 대통령 1955년 2월 24일 ~ 1959년 1월 1일 | 후임 안셀모 알리에그로 |

| 전임 페데리코 라레도 브루 | 쿠바의 국가 원수 1940년 10월 10일 ~ 1944년 10월 10일 | 후임 라몬 그라우 |

| 전임 카를로스 프리오 소카라스 | 쿠바의 국가 원수 1952년 3월 10일 ~ 1954년 8월 14일 | 후임 안드레스 도밍고 델 카스티요 |

| 전임 오스카르 간스 | 쿠바의 정부 수반 1952년 3월 10일 ~ 1952년 4월 4일 | 후임 (공석) 호르헤 가르시아 몬테스 |

| 전임 안드레스 도밍고 델 카스티요 | 쿠바의 국가 원수 1955년 2월 24일 ~ 1959년 1월 1일 | 후임 안셀모 알리에그로 |